# Хаумиа-тикетике
Хаумиа-тикетике (Haumia-tiketike или Haumia) — бог диких (не культивируемых в сельском хозяйстве) растений в мифологии маори.

## История
Хаумиа — сын бога-неба Ранги и богини-земли Папы, решившийся вместе со своими братьями разделить своих родителей. Бог ветров и грома Тафириматеа был единственным из братьев, не желавших разделения неба и земли, поэтому он начал преследовать Хаумиа-тикетике, желая убить его. Мать-земля спасла Хаумеа, спрятав его внутри себя. Позднее бог войны Туматауэнга обнаружил своего брата Хаумеа, чьи волосы проросли из земли в виде травы.
Хаумиа-тикетике является противоположностью своего брата Ронго — бога сельскохозяйственных культивируемых растений.
Хаумиа ассоциируется у маори с папоротником (вид Pteridium esculentum), который ранее входил в рацион питания местного населения. Папоротник употреблялся в пищу летом и в засушенном виде зимой.
Существуют другие версии легенды, где Хаумиа был сыном бога лесов Тане.